# Lijst van kerken in Den Haag
Deze (incomplete) lijst geeft een overzicht van de kerkgebouwen in de Nederlandse gemeente Den Haag, Zuid-Holland.
| Kerk                                                                                     | Adres                                                       | Wijk / Plaats                                 | Originele functie                               | Huidige functie                                        | Bijzonderheden | Foto              |
| ---------------------------------------------------------------------------------------- | ----------------------------------------------------------- | --------------------------------------------- | ----------------------------------------------- | ------------------------------------------------------ | --- | ----------------- |
| Abdijkerk van Loosduinen                                                                 | Willem III straat 40                                        | Loosduinen                                    | Rooms-katholiek                                 | Protestants                                            | Behoorde tot het cisteriënzerklooster. Is gebouwd in de stijl van de Scheldegotiek | Meer afbeeldingen |
| Adventkerk                                                                               | Hengelolaan 255                                             | Escamp                                        | Hervormd                                        | Christengemeenschap                                    | Gebouw is ontworpen door Karel Sijmons | Meer afbeeldingen |
| Adventkerk                                                                               | Noord West Buitensingel 20                                  | Segbroek                                      | Gereformeerd                                    | In 2019 gesloopt.                                      | De Regentenkamer was hier gevestigd, dit is een kleinkunstpodium. |                   |
| Sint-Agneskerk                                                                           | Beeklaan 186 en 188                                         | Valkenboskwartier (Segbroek)                  | Rooms-katholiek                                 | Ongewijzigd                                            | Ontworpen door Albert Margry en J.M. Snickers |                   |
| American Protestant Church                                                               | Esther de Boer-van Rijklaan 20                              | Benoordenhout                                 | Expo-paviljoen                                  | Protestantse kerk                                      | Ontworpen door Paul Calame-Rosset voor de Wereldtentoonstelling in Brussel. Na de tentoonstelling is de kerk naar Den Haag gebracht en uitgebreid. Het gebouw is aangewezen als rijksmonument.                                      | Meer afbeeldingen |
| Antonius Abtkerk                                                                         | Scheveningseweg 235                                         | Scheveningen                                  | Rooms-katholiek                                 | Ongewijzigd                                            | Ontworpen door Joseph Cuypers en zijn zoon Pierre Cuypers jr. | Meer afbeeldingen |
| Antonius en Lodewijkkerk bekend als de Emmauskerk                                        | Leyweg 930                                                  | Den Haag                                      | Rooms-katholiek                                 | Ongewijzigd                                            | Schip is ovaalvormig en de opengewerkte toren staat half vrij, ontworpen door ir. W. Wouters | Meer afbeeldingen |
| Sint-Antonius van Paduakerk en Spiritueel centrum Boskant                                | Fluwelen Burgwal 45                                         | Den Haag                                      | Rooms-katholiek                                 | Ongewijzigd                                            | Gebouwd in 1984, tweede kerk in Den Haag met deze naam. |                   |
| Bergkerk                                                                                 | Daal en Bergselaan 50A                                      | Den Haag                                      | PKN Gereformeerd                                | Ongewijzigd                                            | |                   |
| Bethelkerk                                                                               | Jurriaan Kokstraat 175                                      | Scheveningen                                  | Protestantse Kerk in Nederland                  | Ongewijzigd                                            | Derde kerkgebouw op deze plek met deze naam |                   |
| Bethlehemkerk                                                                            | Laan van Meerdervoort 627                                   | Den Haag                                      | PKN Hervormde Kerk                              | Ongewijzigd                                            | Gemeentelijk monument |                   |
| Bosbeskapel                                                                              | Bosbesstraat 7                                              | Den Haag                                      | Hervormde kerk                                  | Ongewijzigd                                            | Gebouwd in 1958, sinds 2002 gecombineerd Hervormd en Gereformeerd |                   |
| Christus Koningkerk                                                                      | Robijnhorst 201                                             | Den Haag                                      | Rooms-katholiek                                 | Zevendedagsadventisten                                 | De parochie werd in 1959 opgericht, de kerk zelf werd in 1964 afgebouwd. | Meer afbeeldingen |
| Christus Triumfatorkerk                                                                  | Juliana van Stolberglaan 154                                | Den Haag                                      | Protestants                                     | Ongewijzigd                                            | | Meer afbeeldingen |
| Deutsche Evangelische Kirche                                                             | Bleijenburg 5                                               | Den Haag                                      | Deutsche Evangelische Kirche                    | Ongewijzigd                                            | Neogotische kerk welke met behulp van prins Frederik werd gebouwd. | Meer afbeeldingen |
| Duinoordkerk                                                                             | Juliana van Stolberglaan 154                                | Duinoord                                      | Hervormd                                        | Gesloopt                                               | Gebouwd in 1922, 20 jaar later gesloopt. Het preekgestoelte is naar de Kloosterkerk verhuisd | Meer afbeeldingen |
| Duinzichtkerk                                                                            | Van Hogenhoucklaan 93                                       | Benoordenhout                                 | Protestants                                     | Ongewijzigd                                            | Gebouwd naar ontwerp van Willem Verschoor |                   |
| Eben Haëzerkerk                                                                          | Keizerstraat 179                                            | Scheveningen (Dorp)                           | Gereformeerde Gemeenten                         | Ongewijzigd                                            | Het pand is een gemeentelijk monument ontworpen door Roelof Kuipers |                   |
| Kerk van Eikenduinen                                                                     | Laan van Eik en Duinen                                      | Vruchtenbuurt (Segbroek)                      | Rooms-katholiek                                 | Ruïne                                                  | Gesloopt in 1580, huidige ruïne is een rijksmonument | Meer afbeeldingen |
| Elandkerk                                                                                | Elandplein                                                  | Zeeheldenkwartier, Den Haag                   | Rooms-katholiek                                 | Ongewijzigd                                            | Gewijd aan Onze-Lieve-Vrouw-Onbevlekt-Ontvangen | Meer afbeeldingen |
| Evangelische Broedergemeente                                                             | Chasséstraat 1                                              | Regentessekwartier, Den Haag                  | Evangelische Broedergemeente                    | Ongewijzigd                                            | Ook bekend als Uw Koninkrijk Kome. Kerk staat op de hoek van de Chasséstraat en de Koningin Emmakade/Waldeck Pyrmontkade. |                   |
| First Church of Christ, Scientist                                                        | Andries Bickerweg 1b                                        | Zorgvliet, Den haag                           | Christian Science                               | Kantoorgebouw                                          | Pand is een rijksmonument en het is de enige kerk van de hand van Berlage, staat ook bekend als de Berlagekerk. |                   |
| Gemeente van Christus Den Haag                                                           | De Gaarde 61                                                | Den Haag Zuid-West, Den Haag                  | Gemeente van Christus Den Haag                  | internationale gemeente                                | Het kerkgebouw dateert van 1964. |                   |
| H.H. Engelbewaarderskerk                                                                 | Brandtstraat                                                | Den Haag                                      | Rooms-katholiek                                 | Gesloopt                                               | Gebouwd tussen 1913 en 1915 naar ontwerp van Nicolaas Molenaar sr., gesloopt in 1981 | Meer afbeeldingen |
| H. Familiekerk                                                                           | Kamperfoelieplein                                           | Den Haag                                      | Rooms-katholiek                                 | Ongewijzigd                                            | Gebouwd tussen 1921 en 1922 naar ontwerp van Jan Stuyt in neoromaanse stijl | Meer afbeeldingen |
| Heilige Hartkerk                                                                         | Hobbemastraat 2                                             | n.v.t.                                        | Rooms-katholiek                                 | Gesloopt                                               | Kerk is in 1894 gebouwd en in 1974 gesloopt wegens teruglopend kerkbezoek. | Meer afbeeldingen |
| Houtrustkerk                                                                             | Houtrustweg 1                                               | Den Haag                                      | Protestants                                     | Ongewijzigd                                            | Tot 1960 bood de kerk plaats aan 650 kerkgangers, tegenwoordig is er plaats voor minder dan 200 mensen. |                   |
| Grote of Sint-Jacobskerk                                                                 | Rond de Grote Kerk 10                                       | Oude Centrum                                  | Rooms-katholiek                                 | Protestants                                            | Laatgotische kerk met een zeszijdige toren. Toren en kerk zijn rijksmonumenten. | Meer afbeeldingen |
| Sint-Jacobus de Meerderekerk                                                             | Parkstraat                                                  | Oude Centrum                                  | Rooms-katholiek                                 | Ongewijzigd                                            | Neogotische kerk ontworpen door Pierre Cuypers | Meer afbeeldingen |
| H.H. Jacobus- en Augustinuskerk                                                          | Juffrouw Idastraat 7a                                       | Oude Centrum, Den Haag                        | Oud-Katholieke Kerk                             | Ongewijzigd                                            | Voormalige schuilkerk, de kerk staat in de lijst van de Top 100 van de Rijksdienst voor de Monumentenzorg |                   |
| Sint-Jeroenskerk                                                                         | Dr Schaepmanstraat                                          | Laakkwartier                                  | Rooms-katholiek                                 | Door brand verwoest                                    | Gebouwd in 1928, door brand in 1991 verwoest. Korte tijd in 1991 was de kerk in handen van het Apostolisch Genootschap |                   |
| Johan Maasbach World Mission                                                             | Loosduinsekade 222 / Apeldoornselaan 2                      | Rustenburg en Oostbroek, Den Haag             |                                                 | Pinkstergemeente                                       | Complex vernoemd naar Johan Maasbach |                   |
| Saint John and Saint Philipchurch                                                        | Ary van der Spuyweg 1                                       | Archipelbuurt                                 | Anglicaans                                      | Ongewijzigd                                            | Opvolger van tijdens Tweede Wereldoorlog verwoeste neogotische voorganger. Gebouwd in 1952. |                   |
| Sint-Josephkerk                                                                          | Van der Duynstraat 65                                       | Stationsbuurt                                 | Rooms-katholiek                                 | Gesloopt wegens nieuwbouw van de Grote Sint-Josephkerk | |                   |
| Sint-Josephkerk                                                                          | Van Limburg Stirumstraat                                    | Stationsbuurt                                 | Rooms-katholiek                                 | Gesloopt                                               | | Meer afbeeldingen |
| Prinses Julianakerk                                                                      | Vlielandsestraat 1 (Nieboerweg)                             | Duindorp (Scheveningen)                       | Hervormd                                        | PKN                                                    | Bij de opening waren koningin Wilhelmina, de koningin-moeder Emma en prinses Juliana aanwezig. | Meer afbeeldingen |
| Julianakerk                                                                              | Schalk Burgerstraat 217-219 (Paardenbergstraat, Kempstraat) | Transvaalkwartier                             | Hervormd                                        | Wijkcentrum                                            | Eerste steen werd in 1926 door prinses Juliana gelegd. | Meer afbeeldingen |
| Katholiek Apostolische Kerk                                                              | 1e Riemerstraat 1                                           | Oude Centrum                                  | Katholiek Apostolische Kerk                     | Ongewijzigd                                            | | Meer afbeeldingen |
| Kerk van de Heilige Martelaren van Gorcum                                                | Stadhouderslaan 13                                          | Zorgvlieg, Den Haag                           | Rooms-katholiek                                 | Buiten gebruik genomen                                 | Huidige kerk is ontworpen door Nicolaas Molenaar jr., de voorganger is ontworpen door Nicolaas Molenaar sr. |                   |
| Kloosterkerk (Den Haag)                                                                  | Lange Voorhout                                              | Oude Centrum                                  | Rooms-katholiek / Dominicaans                   | Protestantse Kerk in Nederland                         | De kerk heeft tussen 1574 en de 20e eeuw verschillende functies gehad, waaronder die van gieterij, paardenstal en gasthuis. | Meer afbeeldingen |
| Liduinakerk                                                                              | Schenkkade 117                                              | Bezuidenhout-Oost                             | Rooms-katholiek                                 | Gesloopt                                               | Het gebouw werd in 1945 tijdens een uitvaartdienst gebombardeerd en raakte beschadigd. In 1977 werd de kerk gesloopt. |                   |
| Liduinakapel                                                                             | Koningin Sophiestraat 45                                    | Bezuidenhout-Oost                             | Rooms-katholiek                                 | Gesloten                                               | De kapel werd in gebruik genomen naar aanleiding van de sloop van de gelijknamige kerk. De kapel bevond zich in een appartementencomplex annex kantoorpand.                                                                         |                   |
| Lozerhofkapel                                                                            | Randveen 62                                                 | Venen Oorden en Raden, Escamp                 | Hervormd                                        | PKN                                                    | Kapel in een verzorgingshuis |                   |
| Lukaskerk                                                                                | Om en Bij 2                                                 | Schilderswijk, Centrum                        |                                                 | PKN                                                    | |                   |
| Lutherse kerk                                                                            | Lutherse Burgwal                                            | Oude Centrum                                  | Evangelisch-Lutherse Kerk                       | Ongewijzigd                                            | Gebouw is opvolger van een schuilkerk. | Meer afbeeldingen |
| Maranathakerk                                                                            | Tweede Sweelinckstraat                                      | Zorgvliet, Den Haag                           | Hervormd                                        | Ongewijzigd                                            | Gebouwd in 1949 in de stijl van een Zwitserse dorpskerk | Meer afbeeldingen |
| Marcuskerk                                                                               | Jan Luykenlaan 90                                           | Moerwijk, Den Haag                            | Hervormd                                        | Protestants                                            | |                   |
| Marthakerk                                                                               | Hoefkade 623                                                | Schilderswijk                                 | Rooms-katholiek                                 |                                                        | Naar ontwerp van Nicolaas Molenaar sr. gebouwd in een mix van neogotiek en traditionalisme. De kerk is sinds 1993 een rijksmonument.                                                                                                | Meer afbeeldingen |
| Nieuwe Badkapel                                                                          | Nieuwe Parklaan 90                                          | Scheveningen                                  | Hervormd                                        | Ongewijzigd                                            | Het kerkgebouw is een rijksmonument | Meer afbeeldingen |
| Nieuwe Kerk                                                                              | Spui                                                        | Chinatown, Den Haag                           | Protestantse Kerk in Nederland                  | Concertzaal                                            | Het kerkgebouw is een rijksmonument | Meer afbeeldingen |
| Nieuwe Kerk                                                                              | Duinstraat                                                  | Scheveningen (Dorp)                           | Hervormde kerk                                  | Kantoorpand                                            | In 1893 gebouwd, in 1997 buiten gebruik genomen als kerk. De kerkelijke gemeente verkocht het pand 2008 aan de burgerlijke gemeente Den Haag.                                                                                       | Meer afbeeldingen |
| Noorderkerk                                                                              | Schuytstraat 9-11                                           | Duinoord                                      | Protestantse Kerk in Nederland                  | Concertzaal                                            | Het gebouw is een gemeentelijk monument | Meer afbeeldingen |
| Onbevlekt Hart van Mariakerk ook Onze-Lieve-Vrouw Onbevlekt Ontvangenkerk ook Marlotkerk | Bloklandplein 15                                            | Marlot, Den Haag                              | Rooms-katholiek                                 | Ongewijzigd                                            | Ontworpen door Nicolaas Molenaar jr. | Meer afbeeldingen |
| Onze-Lieve-Vrouw van Altijddurende Bijstandkerk                                          | Goudsmidsgaarde 2                                           | Dreven en Gaarden, Escamp, Den Haag           | Rooms-katholiek                                 | Gesloopt                                               | Kerk is in 2002 buiten gebruik genomen en in 2004 gesloopt |                   |
| Onze-Lieve-Vrouw van het Allerheiligst Sacramentkerk                                     | Grovestinsstraat 40                                         | Moerwijk, Den Haag                            | Rooms-katholiek                                 | Buiten gebruik genomen                                 | Kerkgebouw staat momenteel leeg |                   |
| Onze-Lieve-Vrouw van Fatimakerk                                                          | Escamplaan 280                                              | Leyenburg, Escamp, Den Haag                   | Rooms-katholiek                                 | Gewijzigd                                              | Kerkgebouw wordt gebruikt door City Life Church | Meer afbeeldingen |
| Onze-Lieve-Vrouw-van-Goede-Raadkerk                                                      | Bezuidenhoutseweg                                           | Bezuidenhout, Den Haag                        | Rooms-katholiek                                 | Verwoest                                               | Op 3 maart 1945 gebombardeerd, op 9 november 1955 vervangen door de gelijknamige opvolger | Meer afbeeldingen |
| Onze-Lieve-Vrouw-van-Goede-Raadkerk                                                      | Bezuidenhoutseweg                                           | Bezuidenhout, Den Haag                        | Rooms-katholiek                                 | Church of Our Saviour                                  | Kerk niet langer in gebruik door de Nederlandstalige rooms-katholieke kerk, kerk nu in gebruik door de Engelstalige parochie Church of Our Saviour                                                                                  | Meer afbeeldingen |
| Onze-Lieve-Vrouw Hemelvaartkerk                                                          | Loosduinse Hoofdstraat 4                                    | Loosduinen                                    | Rooms-katholiek                                 | Ongewijzigd                                            | Kerk is een gemeentelijk monument | Meer afbeeldingen |
| Oosterkerk (Den Haag)                                                                    | Oranjebuitensingel                                          | Oude Centrum, Den Haag                        | Gereformeerd                                    | Gesloopt                                               | In 1988 gesloopt, tegenwoordig staat de Hoftoren op deze plaats. |                   |
| Oude Kerk                                                                                | Keizerstraat                                                | Scheveningen (Dorp)                           | Rooms-katholiek                                 | Protestantse Kerk in Nederland                         | Tot 1893 was het de enige kerk in Scheveningen | Meer afbeeldingen |
| Paaskerk                                                                                 | Harmelenstraat 108                                          | Leyenburg, Den Haag                           | Hervormd                                        | Gesloten per 23 juni 2013                              | Rondom de kerk lopen de Maarsbergenstraat, Abcoudestraat en de Harmelenstraat. De kerk stond ook bekend als de Thomaskerk |                   |
| Paleiskerk                                                                               | Paleisstraat 8                                              | Voorhout, Den Haag                            | Doopsgezinde kerk                               | Ongewijzigd                                            | Kerk in neoromaanse stijl naar K. Stoffels. Het gebouw wordt ook voor concerten gebruikt. | Meer afbeeldingen |
| Sint-Paschalis Baylonkerk                                                                | Wassenaarseweg                                              | Benoordenhout, Den Haag                       | Rooms-katholiek                                 | Ongewijzigd                                            | Vernoemd naar de heilige Paschalis Baylon. Kerk is gebouwd in de trant van het traditionalisme. | Meer afbeeldingen |
| Pastoor van Arskerk                                                                      | Aaltje Noorderwierstraat 6                                  | Waldeck (Loosduinen)                          | Rooms-katholiek                                 | Ongewijzigd                                            | Moderne kerk gebouwd in de stijl van het structuralisme. | Meer afbeeldingen |
| Pauluskerk                                                                               | Sijzenlaan 8A                                               | Vogelwijk, Segbroek, Den Haag                 | Hervormd                                        | Gesloopt                                               | In 2002 aan de eredienst onttrokken en in 2005 gesloopt |                   |
| Sint-Pauluskerk                                                                          | Mgr. Nolenslaan 8                                           | Waldeck (Loosduinen)                          | Rooms-katholiek                                 | Gesloten                                               | Gebouwd in 1956 als wederopbouwkerk. In 2009 is de kerk als zodanig buiten gebruik genomen. Het orgel is een jaar later verkocht aan de Gereformeerde Gemeente Ede.                                                                 |                   |
| Pax Christikerk                                                                          | Vlamenburg 2                                                | Mariahoeve, Den Haag                          | Protestantse Kerk in Nederland                  | Ongewijzigd                                            | In gebruik genomen op 29 september 1964. |                   |
| Pniëlkerk                                                                                | Tesselsestraat                                              | Duindorp, Den Haag                            | Gereformeerde Kerken in Nederland               | Gesloopt in november/december 2019                     | Hoewel het een gereformeerde kerk betrof, was deze wel "gewijd" aan Pniël. |                   |
| Pius X                                                                                   | Zonneoord 286                                               | Venen, Oorden en Raden, Escamp                | Rooms-katholiek                                 | Buiten gebruik genomen                                 | Voormalige wederopbouwkerk |                   |
| Regentessekerk                                                                           | Regentesseplein                                             | Regentessekwartier, Den Haag                  | Hervormd                                        | In 1975 gesloopt.                                      | Gebouwd in 1901 naar ontwerp van Jan Verheul. |                   |
| Allerheiligste Sacramentskerk                                                            | Sportlaan                                                   | Vogelwijk, Segbroek, Den Haag                 | Rooms-katholiek                                 | In 2019 gesloopt.                                      | Gebouwd in traditionalistische stijl, naar ontwerp van Nicolaas Molenaar jr., in 2008 buiten gebruik genomen. | Meer afbeeldingen |
| Salvator- en Shalomkerk                                                                  | Vrederustlaan 96                                            | Zijden steden en zichten, Escamp              | Gereformeerde Kerken in Nederland (vrijgemaakt) | Gereformeerde kerk en Pinkstergemeente                 | In 1959 gebouwd als Salvatorkerk, sinds 2006 behorende bij New Life Pinkstergemeente |                   |
| Teresia van Avilakerk                                                                    | Westeinde 12A                                               | Kortenbos, Centrum                            | Rooms-katholiek                                 | Poolse rooms-katholieke kerk                           | Laatste resterende Waterstaatskerk in Den Haag | Meer afbeeldingen |
| Thaborkerk                                                                               | Mauritslaan 15                                              | Statenkwartier                                | Christelijke Gereformeerde Kerken               | Gereformeerd plus Hersteld Hervormde Kerk              | Gebouwd in 1955 | Meer afbeeldingen |
| Sint-Theresia van Lisieuxkerk ook bekend als Theresia van het Kindje Jezus               | Apeldoornselaan                                             | Rustenburg en Oostbroek, Den Haag             | Rooms-katholiek                                 | Buiten gebruik genomen                                 | Ontworpen door Nicolaas Molenaar jr. en Simon Bernardus van Sante. | Meer afbeeldingen |
| Valkenboskerk                                                                            | Zuiderparklaan 2                                            | Rustenburg en Oostbroek, Den Haag             | Gereformeerd                                    | Per 15 december 2013 gesloten                          | Gebouwd in 1929 |                   |
| Vredekerk                                                                                | Maartensdijklaan 126                                        | Morgenstond-Oost, Escamp, Den Haag            | Gereformeerd                                    | Volle Evangelie Gemeente Vredekerk                     | Gebouwd in 1956 en heeft sindsdien meerdere kerkelijke functies gehad |                   |
| Vrije Evangelische Gemeente                                                              | Zoutkeetsingel 112                                          | Schildersbuurt-West, Schildersbuurt, Den Haag | Gereformeerde Kerk                              | Gereformeerde Gemeente, Chinees christelijke Kerk      | Kerk als zodanig in 2014 voor het laatst in gebruik |                   |
| Vredeskapel                                                                              | Malakkastraat 1                                             | Archipelbuurt, Centrum, Den Haag              | Hervormd                                        | Gesloten                                               | De kapel is een rijksmonument |                   |
| Waalse kerk                                                                              | Noordeinde 23-25                                            | Oude Centrum, Den Haag                        | Waalse kerk                                     | Ongewijzigd                                            | Gebouwd in 1808, nadat Lodewijk Napoleon de Hofkapel voor de katholieke mis ging gebruiken. | Meer afbeeldingen |
| Willemskerk                                                                              | Nassaulaan                                                  | Willemspark, Centrum, Den Haag                | Manege                                          | Kantoorpand                                            | De manege werd door Willem II gebouwd, na diens overlijden bleven er schulden over, de manege werd aan de Nederlandse Hervormde Kerk geschonken en een deel van de omliggende tuin werd park van de gemeente Den Haag met woningen. | Meer afbeeldingen |
| Sint-Willibrorduskerk                                                                    | Assendelftstraat                                            | Kortenbos, Oude Centrum, Den Haag             | Rooms-katholiek                                 | Buiten gebruik genomen                                 | Gebouwd in 1821 met geld van onder andere koning Willem I. In 1966 werd de kerk buiten gebruik genomen, om zes jaar later, in 1972, gesloopt te worden wegens bouwvalligheid.                                                       | Meer afbeeldingen |
| Willibrorduskapel                                                                        | Oude Molstraat                                              | Oude Centrum, Den Haag                        | Rooms-katholiek                                 | Evangelisatiecentrum                                   | Tussen 1842 en 1988 in gebruik als kloosterruimte. | Meer afbeeldingen |
| H.H. Antonius en Lodewijk, ook bekend als Boskantkerk                                    | Prinsessegracht                                             | Voorhout, Den Haag                            | Rooms-katholiek                                 | Gesloopt                                               | Ontworpen door T.F. Suys. Op 3 maart 1945 werd de kerk met het Bezuidenhout bebombardeerd, in 1956 definitief gesloopt. |                   |
| Buurt-en-kerkhuis Bethel                                                                 | Thomas Schwenckestraat 28/30                                | Valkenboskwartier, Den Haag                   | PKN                                             | Kerk- en buurthuis                                     | |                   |

Abdijkerk van Loosduinen · 
Allerheiligst Sacramentskerk · 
Anglican Church of St. John and St. Philip · 
Antonius Abtkerk · 
Badkapel · 
Bethelkerk (Scheveningen) · 
Bethlehemkerk · 
Christus Triumfatorkerk · 
Duinoordkerk · 
Duinzichtkerk · 
Eben-Haëzerkerk · 
Onze Lieve Vrouw Onbevlekt Ontvangenkerk · 
Emmauskerk · 
Grote of Sint-Jacobskerk · 
Sint-Jacobus de Meerderekerk  · 
H.H. Engelbewaarderskerk · 
H.H. Jacobus- en Augustinuskerk · 
Hofkapel · 
H. Familiekerk · 
Julianakerk (Transvaalkwartier) · 
Prinses Julianakerk (Scheveningen) · 
Kerk van de H. Martelaren van Gorcum · 
Kerk van Eikenduinen · 
Kloosterkerk · 
Lourdeskapel · 
Lutherse kerk · 
Maranathakerk · 
Nieuwe Badkapel · 
Nieuwe Kerk ·
Onbevlekt Hart van Mariakerk ·
O.L.V. Hemelvaartkerk · 
O.L.V. van Goede Raadkerk · 
Oosterkerk · 
Oude Kerk · 
Paleiskerk · 
Pastoor van Arskerk · 
Pniëlkerk · 
Sint-Agneskerk · 
Sint-Josephkerk (1867) · 
Sint-Josephkerk (1886) · 
Sint-Marthakerk · 
Sint-Paschalis Baylonkerk · 
Sint-Theresia van Lisieuxkerk · 
Sint-Willibrorduskerk · 
Teresia van Avilakerk · 
Vredeskapel · 
Waalse Kerk · 
Wilhelminakerk (1908) · 
Wilhelminakerk (1954) · 
Willemskerk · 
Willibrorduskapel